# Rezovski Creek

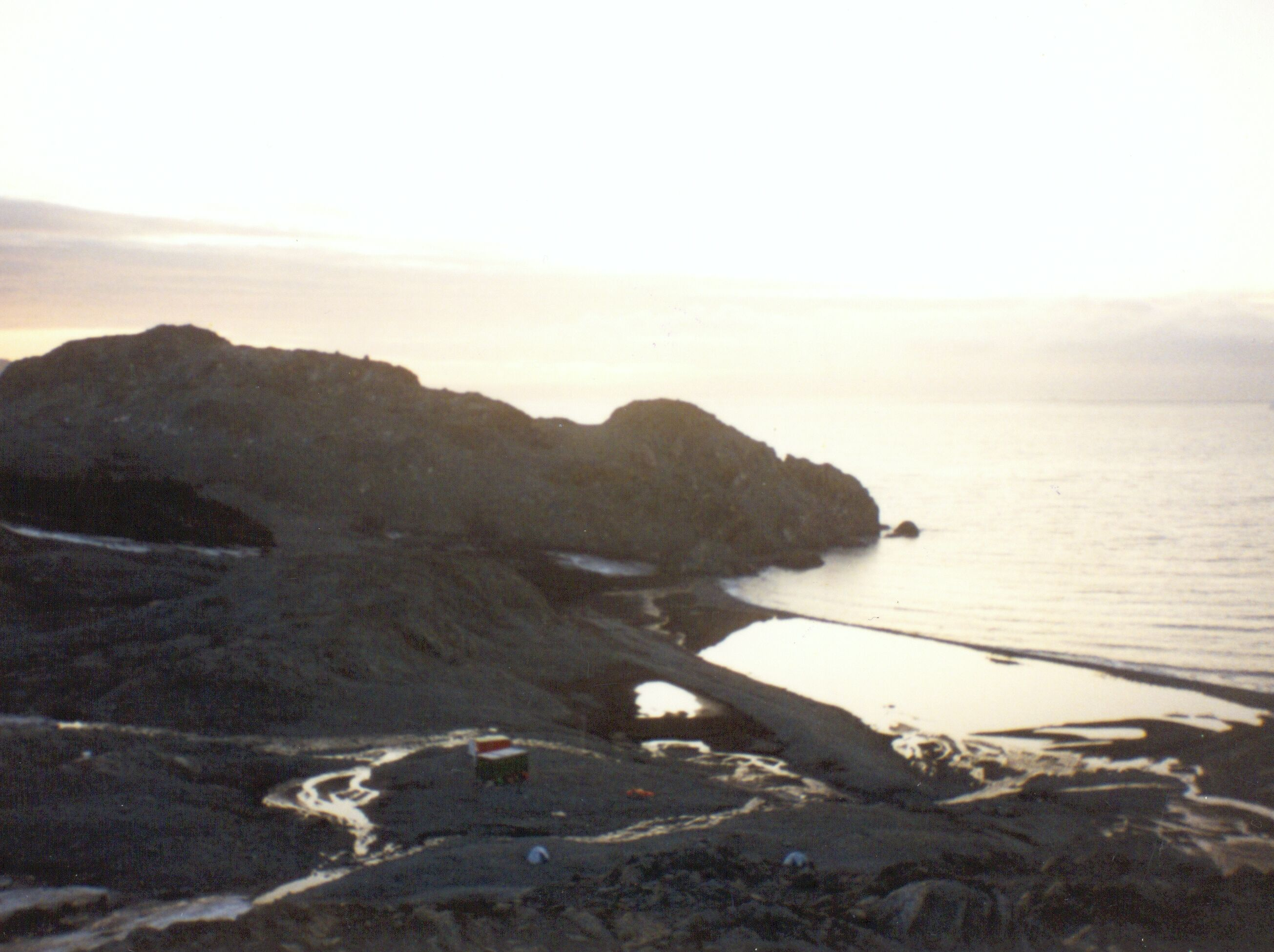
Blick vom Sinemorets Hill auf den Rezovski Creek mit der St.-Kliment-Ohridski-Station und der Grand Lagoon (Hintergrund: Kap Hespérides)

Koordinaten: 62° 38′ S, 60° 21′ W
Der Rezovski Creek (bulgarisch Резовски поток Resowski potok) ein 500 m langer Schmelzwasserfluss auf der Livingston-Insel im Archipel der Südlichen Shetlandinseln. Er entwässert den nordwestlichen Hang des Balkan-Schneefelds, fließt entlang der Gebäude der bulgarischen St.-Kliment-Ohridski-Station und mündet am südwestlichen Ausläufer des Bulgarian Beach in die Grand Lagoon.
Bulgarische Wissenschaftler benannten ihn nach dem Fluss Resowo in Bulgarien.